# میثم خسروی
میثم خسروی (انگلیسی: Meysam Khosravi؛ زادهٔ ۱۸ مهٔ ۱۹۸۳) یک بازیکن فوتبال اهل ایران است.
از باشگاه‌هایی که در آن بازی کرده‌است می‌توان به باشگاه فوتبال نفت تهران، باشگاه فوتبال پیکان تهران، باشگاه فوتبال استیل‌آذین تهران، باشگاه فوتبال فولاد خوزستان، باشگاه فوتبال صبای قم و باشگاه فوتبال ابومسلم خراسان اشاره کرد.